# The Future (chanson)
Pour les articles homonymes, voir Future.
Singles de Prince
Scandalous!
(1989) Thieves in the Temple
(1990)
The Future est une chanson écrite, composée et interprétée par Prince, publiée sur la bande originale du film Batman. Il s'agit du titre d'ouverture mais aussi le dernier single extrait de cet album. Le single ne fut pas la version de l'album, mais une version remixée par William Orbit. La version standard de The Future a été publiée en Europe avec la version de l'album Electric Chair, mais en format Maxi 45 tours, Electric Chair fut aussi remixé par Orbit.
Les deux vinyles 12" remixés apportent peu aux versions originales de Prince que l'on peut entendre sur l'album Batman. Le remix de William Orbit de The Future est inspiré de la musique house, alors que la version originale de Prince est minimaliste et sinistre. Orbit a également supprimé la ligne de basse d'origine, la ligne de synthé et les extraits du dialogue de l'échantillon de Prince.
The Future n'a pas rencontré le succès dans la pop ou dans les pistes de danse, les remixes de William Orbit n'ont pas bien été reçues et ont été classés seulement dans deux pays. Le single s'est classé à la 15e position en Suisse et 9e aux Pays-Bas.
Electric Chair a été enregistré bien avant que le concept de l'album n'ait commencé, l'enregistrement a été interrompu en juin 1988. Malgré cela, la chanson s'inscrit pleinement dans le thème du film, et évoque la folie du Joker.
La version LP de The Future comporte l'échantillon des cordes de Clare Fischer de son titre non publié Crystal Ball, et des échantillons des chœurs du groupe Sounds of Blackness.
Les textes parlent d'un avenir sombre, rappelant Gotham City…

## Liste des titres
| A. | The Future (Remix edit)     | Prince | 3:30 |
| B. | Electric Chair (LP version) | Prince | 4:13 |

| 1. | The Future (remix)     | Prince | 6:45 |
| 2. | Electric Chair (remix) | Prince | 5:43 |